# Friedrich Hochbaum
Friedrich Hochbaum (* 7. August 1894 in Magdeburg; † 28. Januar 1955 im Kriegsgefangenenlager 5110/48 Woikowo bei Iwanowo, Sowjetunion) war ein deutscher General der Infanterie im Zweiten Weltkrieg.

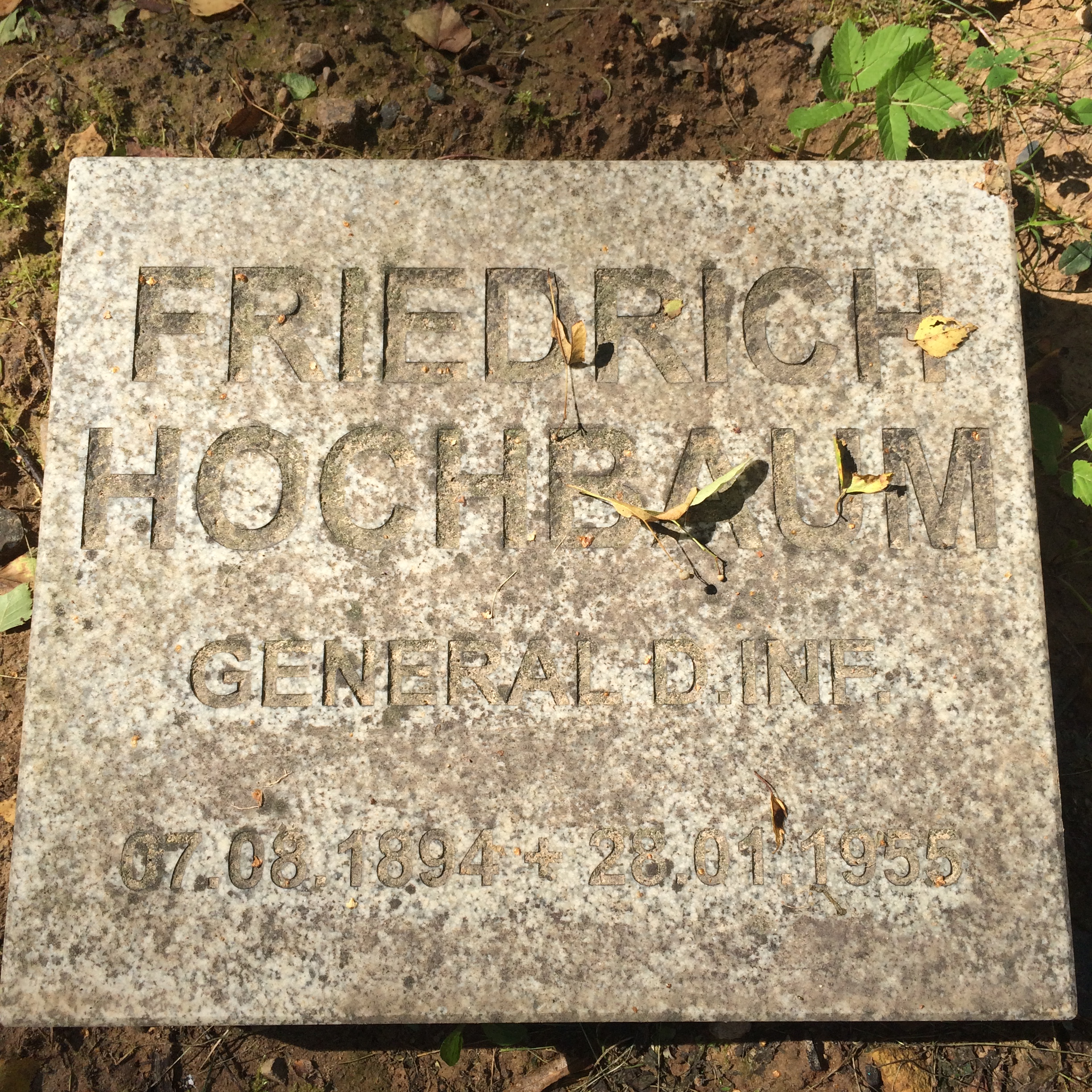
Grabtafel in Tschernzy

## Leben
Hochbaum war der Sohn eines protestantischen Pfarrers.
Er trat am 24. Mai 1913 als Fahnenjunker in das Grenadier-Regiment „König Friedrich Wilhelm II.“ (1. Schlesisches) Nr. 10 der Preußischen Armee in Schweidnitz ein. Als Fähnrich (seit 27. Januar 1914) wurde er ab 16. Februar 1914 zur Kriegsschule Hannover kommandiert. Mit Ausbruch des Ersten Weltkriegs kehrte Hochbaum zu seinem Stammregiment zurück und verlegte an die Westfront. Dort erfolgte am 10. August 1914 seine Beförderung zum Leutnant. Am 1. November 1914 erstmals verwundet, kam Hochbaum nach seiner Genesung am 3. Januar 1915 zunächst zum Ersatz-Bataillon seines Regiments und ab 9. Februar wieder an die Front. Hier setzte man ihn ab 1. März 1915 kurzzeitig als Kompanieführer im Grenadier-Regiment „König Friedrich III.“ (2. Schlesisches) Nr. 11 ein, bevor er in gleicher Funktion wieder zu seinem Regiment kam. Er war ab dem 2. März 1916 als Bataillons- sowie ab dem 1. April 1917 als Regimentsadjutant tätig. Als solcher wurde er am 9. Juni 1918 abermals verwundet. Drei Wochen später war Hochbaum wieder dienstfähig, kam zunächst zum Ersatz-Bataillon und konnte ab 29. Juli 1918 wieder seine Tätigkeit als Regimentsadjutant aufnehmen. Für sein Wirken wurde er mit beiden Klassen des Eisernen Kreuzes, dem Ritterkreuz II. Klasse des Herzoglich Sachsen-Ernestinischen Hausordens mit Schwertern sowie dem Verwundetenabzeichen in Schwarz ausgezeichnet.
Nach Kriegsende und Rückführung in die Heimat erfolgte am 30. Juni 1919 seine Versetzung in das aus Teilen seiner alten Einheit gebildete Reichswehr-Infanterie-Regiment 12. Vom 9. August 1919 bis 31. Januar 1920 fungierte er als Ordonnanzoffizier beim Stab der Reichswehr-Brigade 6, war dann Kompanieoffizier im Reichswehr-Infanterie-Regiment 12 und versah ab 1. Januar 1921 Dienst im Infanterie-Regiment 7. Dort wurde Hochbaum am 1. Mai 1924 zum Oberleutnant befördert und ab 1. Oktober 1926 als Adjutant des III. Bataillons verwendet. Zeitgleich mit seiner Beförderung zum Hauptmann folgte am 1. Februar 1929 seine Ernennung zum Chef der 10. Kompanie. Mit der Erweiterung der Reichswehr und Teilung seines Regiments am 1. Oktober 1934 wurde Hochbaum zum Stab des daraus geschaffenen Infanterie-Regiments Schweidnitz versetzt.
Kurz vor dem Beginn des Zweiten Weltkriegs wurde Hochbaum Adjutant beim stellvertretenden Generalkommando des II. Armeekorps, bevor er am 26. Juli 1940 als Kommandeur das Infanterieregiment 253 übernahm. Am 17. Dezember 1940 wurde Hochbaum Oberst, am 25. April 1942 mit dem Deutschen Kreuz in Gold ausgezeichnet und vom 2. November bis 31. Dezember 1942 mit der Führung der 34. Infanterie-Division beauftragt. Mit Rangdienstalter vom 1. Januar 1943 wurde Hochbaum zum Kommandeur der Division ernannt, die er während des Krieges gegen die Sowjetunion bis zum 31. Mai 1944 befehligte. In der Zwischenzeit hatte man ihn am 22. August 1943 mit dem Ritterkreuz des Eisernen Kreuzes ausgezeichnet (das Eichenlaub dazu erhielt er am 4. Juni 1944) und am 10. Juli 1943 zum Generalleutnant befördert. Anschließend befand er sich in der Führerreserve und absolvierte einen Lehrgang für Kommandierende Generale. Am 24. Juni 1944 wurde Hochbaum mit der Führung des XVIII. Gebirgs-Korps beauftragt und mit seiner Beförderung zum General der Infanterie am 1. September 1944 zum Kommandierenden General ernannt.
Mit der bedingungslosen Kapitulation der Wehrmacht geriet Hochbaum in sowjetische Kriegsgefangenschaft, in der er Ende Januar 1955 verstarb. Er wurde auf dem Generalsfriedhof des Kriegsgefangenenlagers 5110/48 Woikowo in Tschernzy beigesetzt.